# Єрофєєва Людмила Василівна
Людмила Василівна Єрофєєва (рум. Lyudmila Erofeeva; *13 вересня 1937, Калінін, СРСР — 11 березня 2003, Кишинів, Молдова), — молдовська радянська оперна співачка (сопрано). Народна артистка СРСР (1976). Член КПРС з 1967 року.

## Життєпис
У 1951 році Єрофєєва закінчила дитячу музичну школу імені Мусоргського, а в 1960 році — Російську академію музики імені Гнесіних.
З 1960 р. — солістка Молдовського театру опери і балету.